# 79889 Maloka
79889 Maloka è un asteroide della fascia principale. Scoperto nel 1999, presenta un'orbita caratterizzata da un semiasse maggiore pari a 2,7678968 UA e da un'eccentricità di 0,1521417, inclinata di 3,72876° rispetto all'eclittica.